# Triphleba brevisetae
Triphleba brevisetae är en tvåvingeart som beskrevs av Ronald Henry Lambert Disney och Michailovskaya 2002. Triphleba brevisetae ingår i släktet Triphleba och familjen puckelflugor. Inga underarter finns listade i Catalogue of Life.